# Malvar
Malvar é um município de  segunda classe de renda municipal (d) na província Batangas, nas Filipinas. De acordo com o censo de 1 de maio  de  2020 possui uma população de 64 379 pessoas e 17 064 domicílios.